# Othmar Wundsam
Othmar „Otto“ Wundsam (* 23. Oktober 1922 in Wien; † 27. Dezember 2014 ebenda) war ein österreichischer Zeitzeuge der NS-Zeit. Er war am Widerstand gegen den Nationalsozialismus beteiligt und überlebte die Inhaftierung in mehreren Konzentrationslagern sowie einen Todesmarsch. Später war er bei der Weitergabe der Erinnerung an den Nationalsozialismus an die nächste Generation engagiert. Außerdem betätigte er sich als Künstler, wobei er sich insbesondere mit seinen Erlebnissen aus dem Krieg und der KZ-Haft auseinandersetzte.

## Leben

### Kindheit und Jugend, Berufsausbildung
Othmar Wundsam stammte aus einer Arbeiterfamilie und wuchs im „roten Wien“ in ärmlichen Verhältnissen auf. Im Alter von zwei Jahren kam er mit seinen Eltern und seiner zwei Jahre älteren Schwester Hilde in das dörflich strukturierte Kagran, das damals zum 21. Wiener Gemeindebezirk Floridsdorf gehörte (heute überwiegend zum 22. Wiener Gemeindebezirk Donaustadt). Er lebte zunächst zusammen mit seiner Familie bei seinen Großeltern, die dort ein preiswertes Grundstück zur Bebauung in Eigenleistung erworben hatten. Später bekamen seine Eltern in Kagran eine Wohnung in einem Gemeindebau. Seine Eltern waren beide aktive Sozialdemokraten; seine Mutter arbeitete im Bildungsreferat der Sozialdemokratischen Arbeiterpartei (SDAP), und sein Vater war als Eisenbahner ebenfalls überzeugter Sozialdemokrat.

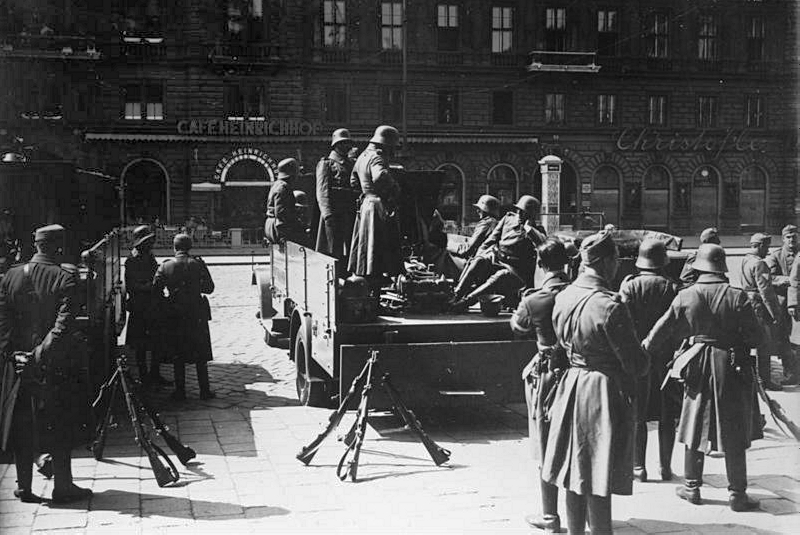
Soldaten des Bundesheeres während der Februarkämpfe 1934 vor der Staatsoper in Wien

Bis 1934 verbrachte Othmar Wundsam zusammen mit seiner Schwester viel Zeit bei den Kinderfreunden als auch den Roten Falken. Seine Eltern wurden dann arbeitslos und waren am Österreichischen Bürgerkrieg im Februar 1934 zwischen der Sozialdemokratischen Arbeiterpartei mit deren Schutzbund und dem austrofaschistischen Ständestaat mit dessen Bundesheer und Heimwehr aktiv beteiligt: Sein Vater war beim Schutzbund und wurde als Sanitäter in Floridsdorf eingesetzt, seine Mutter versorgte verwundete Straßenbahner. Die Gemeindebauten in Kagran wurden wie in vielen anderen Orten als „rote Festungen“ beschossen, und die Familie verlor durch Beschlagnahmung einen Großteil ihres Hab und Gutes. Seine Eltern wurden verhaftet, seine Mutter kam für zwei Monate ins Gefängnis, der Vater für sechs Monate in das Anhaltelager Wöllersdorf. Der 12-Jährige und seine 14-jährige Schwester blieben alleine zurück und wurden durch internationale Hilfsaktionen versorgt, wie von den Quäkern und der Roten Hilfe.

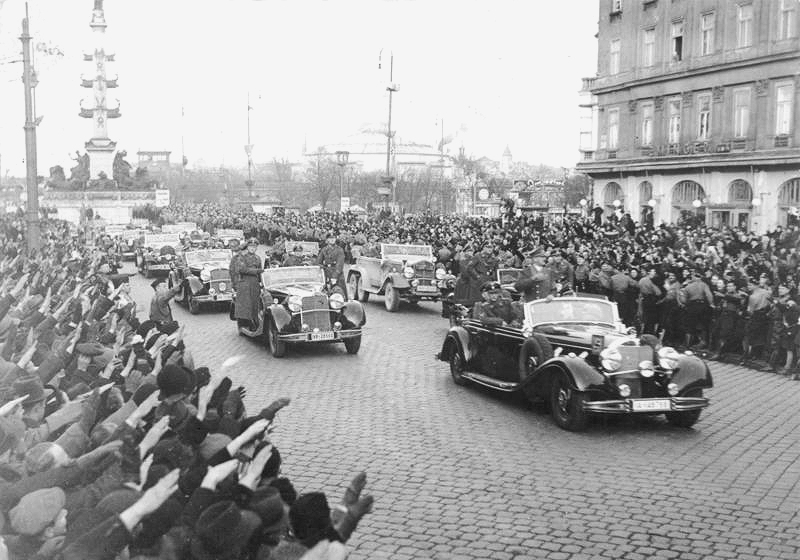
Nach dem „Anschluss“ Österreichs: Adolf Hitlers Wagenkolonne am Wiener Praterstern (15. März 1938)

Die Ehe seiner Eltern wurde 1936 geschieden. Seit dem Verbot der Roten Falken 1934 trafen sich die Jugendlichen weiterhin und nannten sich Junguranier. Um eine spätere Berufsanstellung zu erleichtern, legte Othmar Wundsam ein katholisches Religionsbekenntnis ab, wobei er sich für die Altkatholische Kirche entschied. Nach dem „Anschluss“ Österreichs an das nationalsozialistische Deutsche Reich im März 1938 wurde der Austrofaschismus durch den Nationalsozialismus abgelöst. Wundsam wurde Mitglied der Kommunistischen Partei (KPÖ) und beteiligte sich an illegalen Aktionen gegen das NS-Regime. Nach Schulabschluss begann er eine Ausbildung zum kaufmännischen Angestellten. 1939 wurden er und seine Schwester verhaftet, nachdem die Polizei bei einer Hausdurchsuchung ein Flugblatt mit kommunistischen Parolen gefunden hatte. Wie von den Geschwistern verabredet, übernahm er als damals 17-Jähriger die Verantwortung und wurde für neun Monate eingesperrt, während seine Schwester nach acht Tagen wieder freikam. Aus dem Gefängnis kehrte er mit einer Lungenentzündung nach Hause zurück. Nach seiner Haftentlassung setzte er seine Ausbildung fort und schloss diese 1941 ab.

### Kriegszeit, Verhaftung und Verurteilung

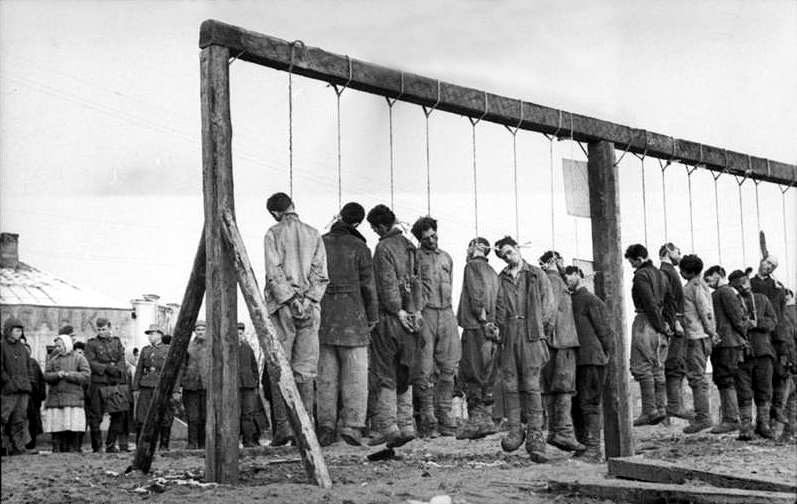
Hinrichtung von Partisanen durch deutsche Soldaten (hier 1943 in der Sowjetunion)

Während des Zweiten Weltkriegs wurde Othmar Wundsam unmittelbar nach Abschluss seiner Lehre 1941 zur Wehrmacht eingezogen und als Funker eingesetzt. Seine bei der Mutter in Kagran lebende Schwester Hilde, die seit 1941 Bildhauerei an der Wiener Frauenakademie studierte, beteiligte sich weiterhin an illegalen Aktionen, agierte aber insbesondere seit der Verhaftung im Jahr 1939 vorsichtiger. Wundsam erlebte als Soldat die Gräuel des Krieges in Osteuropa, worüber er bei Fronturlauben auch mit seiner Schwester sprach und ihr unter anderem berichtete, dass „die Deutschen, wenn sie Partisanen erwischen, auch die Frauen aufhängen“. Seine Schwester fühlte sich angesichts der Schilderungen zum Handeln verpflichtet und nahm daher Kontakt zu Personen auf, die im organisierten Widerstand tätig waren. So organisierte sie Anfang Januar 1944 den Unterschlupf für einen aus Bayern stammenden NKWD-Fallschirmagenten, der, über England aus der Sowjetunion kommend, zusammen mit einem weiteren Agenten den Widerstand in Österreich unterstützen und vernetzen sollte.
Othmar Wundsams Schwester Hilde und seine Mutter Anna Wundsam übernahmen gemeinsam mit Hildes Freundin Pauline Hochmeister (später nach Heirat Pauline Leibel) und deren Mutter Gisela Hochmeister die Aufgabe, den Agenten abwechselnd in ihren Wohnungen zu verstecken. Seine Schwester war mit der früheren Nachbarstochter aus Kagran seit frühesten Jahren befreundet, wie auch die Eltern waren die beiden jungen Frauen durch ihre politischen Überzeugungen – die auch Othmar Wundsam teilte – eng verbunden. Der aus Bayern stammende NKWD-Agent, Josef Zettler („Sepp“), kam zunächst bei der in Wien-Stadlau wohnenden Familie Hochmeister unter, dann bei Mutter und Tochter Wundsam. Als die Frauen vor einem Spitzel gewarnt wurden, war es bereits zu spät und alle Beteiligten wurden am 30. März 1944 verhaftet. Auch Othmar Wundsam, der gerade Heimaturlaub hatte und die illegale Unterbringung des Agenten deckte, wurde festgenommen. Zettler wurde bei der Familie Wundsam aus dem Bett heraus verhaftet und dabei brutal behandelt.
Die unmittelbar Beteiligten kamen in Gestapo-Haft und wurden in der Folge in der Wiener Staatspolizeileitstelle, die im vormaligen Hotel Metropol am Morzinplatz untergebracht war, mehrmals verhört. Die Frauen versuchten, mit einer vorher verabredeten Geschichte ihre Tat herunterzuspielen, mussten jedoch bald erkennen, dass die Gestapo ihnen schon länger auf der Spur war und von dem Agenten und dessen Mission wusste. So wurden auch der zusammen mit Zettler in Wien eingesetzte, weitere Fallschirmagent Albert Huttary und dessen Unterstützer am gleichen Tage verhaftet. Zettler und Huttary wurden durch körperliche Misshandlungen und Drohungen dazu gezwungen, zum Schein Funkkontakte mit ihren Verbindungsstellen aufzunehmen. Die Frauen blieben von Gewaltanwendungen seitens der Wiener Gestapo weitgehend verschont. Othmar Wundsam kam als Wehrmachtsangehöriger in Untersuchungshaft und wurde nach mehrmonatiger Verhandlung im Oktober 1944 von einem Militärgericht wegen „kriegsverräterischer Beihilfe zur Feindbegünstigung“ zu zehn Jahren Zuchthaus verurteilt, die er nach dem Krieg abzusitzen hätte. Außerdem wurde er für vorerst „wehrunwürdig“ erklärt und der Gestapo unterstellt, die ihn in der Folge in verschiedene Konzentrationslager deportierte.
→ Zum weiteren Schicksal der vier Frauen, Hilde und Anna Wundsam sowie Pauline und Gisela Hochmeister, sowie von Josef Zettler, die alle die Haft- und Kriegszeit überlebten, siehe das Kapitel: Das weitere Schicksal der Frauen und von Josef Zettler

### KZ-Häftling und Todesmarsch

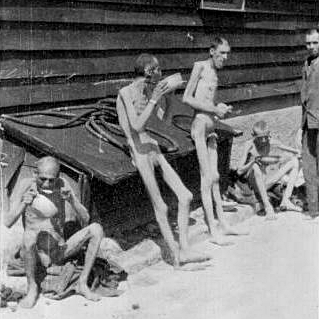
Überlebende des KZs Mauthausen, kurz nach der Befreiung im Mai 1945

Othmar Wundsam kam kurz nach der Urteilsbegründung im Oktober 1944 zunächst in das bei Weimar gelegene KZ Buchenwald, das als Arbeitslager betrieben wurde. Von dort wurde er in das vormalige Außenlager des KZs Buchenwald, das Konzentrationslager Mittelbau bei Nordhausen in Thüringen deportiert, wo er unter unmenschlichen Bedingungen Zwangsarbeit leisten musste. Später kam er ins Außenkommando Hohlstedt. Als die alliierten Truppen immer näher rückten, wurde er zusammen mit anderen Häftlingen mit einem Todesmarsch-Transport zum KZ Mauthausen gebracht, das sich in den Donau- und Alpenreichsgauen befand (damalige Propagandabezeichnung für Österreich). Dieser „Transport“ gehörte zu den „entsetzlichsten Erlebnissen“ Othmar Wundsams.
Er kam dann in das Nebenlager Steyr-Münichholz, das im April 1945 völlig überfüllt war, da mehrere Todesmärsche aus dem KZ Wiener Neustadt über Steyr geführt wurden. In dem Nebenlager herrschten katastrophale Zustände. Wundsam wog aufgrund der völlig unzureichenden Ernährung, der zwangsweise geleisteten Schwerstarbeit und der Strapazen des Todesmarsches nur noch 38 Kilogramm und entging nur knapp einem Abtransport in das Hauptlager zur Tötung. Schließlich wurde er schwer krank befreit, als die US-amerikanischen Truppen am 5. Mai 1945 das Lager erreichten.

### Nachkriegszeit, Heirat und Berufstätigkeit
Nach Wien zurückgekehrt, lebte Othmar Wundsam einige Jahre gemeinsam mit seiner Schwester Hilde, die zusammen mit seiner Mutter die Inhaftierung in dem Frauenkonzentrationslager Ravensbrück überlebt hatten, und deren Freundinnen – alle KZ-Überlebende – in einem Haus. Sie mussten jedoch bald erkennen, dass die Ideale aus der Rote-Falken-Zeit sich nicht verwirklichen ließen: Es gab bereits eine neue Regierung und zusätzlich Besatzungsmächte, die Menschen waren mit dem Wiederaufbau beschäftigt und wollten von einer Aufarbeitung der nationalsozialistischen Vergangenheit nichts wissen, sondern verdrängten diese. Wundsam gab seine gesellschaftspolitischen Vorstellungen und Hoffnungen jedoch nicht auf und engagierte sich weiterhin solidarisch in seinem Umfeld, auch als Mitglied der wieder zugelassenen Kommunistischen Partei Österreichs (KPÖ).
Wundsam begann zunächst 1945 eine künstlerische Ausbildung an der Wiener Akademie der bildenden Künste, unter anderem bei Gerda Matejka-Felden, Josef Dobrowsky und Herbert Boeckl. Nach Heirat schied er an der Akademie aus und wurde berufstätig, um seine Familie zu ernähren. Von 1947 bis zur Pensionierung war er bei den Österreichischen Bundesbahnen (ÖBB) beschäftigt. 1948 wurde eine Tochter geboren.

### Späteres Leben, künstlerische Betätigung
Wundsam setzte sich für Aufklärungs- und Erinnerungsarbeit über die Gräuel des Krieges und den Nationalsozialismus ein, wie in Zeitzeugengesprächen mit Schülern und Jugendlichen. Als ehemaliger KZ-Häftling beteiligte er sich an Veranstaltungen und Gedenkfeiern, wie bei der Lagergemeinschaft Buchenwald-Dora Freundeskreis e. V. und der Österreichischen Lagergemeinschaft Mauthausen bzw. bei deren Nachfolgeorganisation seit 1997, dem Mauthausen Komitee Österreich (MKÖ). Zudem unterstützte er die Aktivitäten seiner 2002 verstorbenen Schwester Hilde Zimmermann (geb. Wundsam) in der Österreichischen Lagergemeinschaft Ravensbrück (ÖLGR, seit 2005: Österreichische Lagergemeinschaft Ravensbrück & FreundInnen – ÖLGRF).
Neben seiner Berufstätigkeit betätigte Wundsam sich künstlerisch und beschäftigte sich ab 1968 intensiver mit der Malerei, wobei er von dem Salzburger Maler, Grafiker und Kunstprofessor Werner Otte (1922–1996) gefördert wurde. Wundsams bestimmende Themen waren seine Erlebnisse während des Krieges und in der KZ-Haft sowie der Holocaust, außerdem befasste er sich mit Akten und Landschaftsbildern. Er war in seinem Wohnbezirk, der Wiener Donaustadt, kulturell aktiv, so engagierte er sich unter anderem seit seiner Pensionierung im Kulturverein Donaustadt und leitete langjährig Zeichen- und Malkurse an der Donaustädter Volkshochschule.
Seine Zeichnungen, Linolschnitte und Aquarelle wurden auf zahlreichen Kunstausstellungen im In- und Ausland gezeigt, wie in Wien und ganz Österreich, der Schweiz, Jugoslawien, Frankreich, der Sowjetunion (Moskau, Baku), der Bundesrepublik Deutschland und Italien. Unter anderem hatte er 2002 eine Einzelausstellung im Wiener Bezirksmuseum Floridsdorf (Österreichs Bergwelt, Aquarelle), sowie 2008 zwei Einzelausstellungen bei der Initiative „Kunst in der Wurmbrandgasse“ in Wien-Donaustadt (Motive aus der Donaustadt – Zeichnungen, Aquarelle und Linolschnitte; Österreichs Bergwelt – Aquarelle). Wundsam erhielt mehrere internationale Auszeichnungen und Preise, wie eine Goldmedaille in Bologna in Italien.

„Es handelt sich hier, bei meinen Zeichnungen, nicht nur um Kunst. Ich habe all das selbst erlebt und mit eigenen Augen gesehen. Jahrzehntelang habe ich diese Schrecknisse verdrängt. In der Aufarbeitung des Gesehenen entstanden diese Werke. Ich lege, als zufällig Überlebender, Zeugenschaft ab, für die und von denen, die das Konzentrationslager nicht überlebt haben.“

Von den Sozialwissenschaftlerinnen Helga Amesberger und Brigitte Halbmayr vom Wiener Institut für Konfliktforschung (IKF) wurden Ende der 1990er-/Anfang der 2000er-Jahre in mehrjähriger Oral-History-Arbeit die Lebensgeschichten von österreichischen Überlebenden des Frauenkonzentrationslagers Ravensbrück aufgezeichnet, analysiert und dokumentiert, so auch die Erlebnisse von Othmar Wundsams Schwester Hilde Zimmermann. Halbmayr führte 1999 mehrere Interviews mit Zimmermann, die neben anderen ausgewählten Biografien in der von Halbmayr und Amesberger gemeinsam erstellten wissenschaftlichen Studie Vom Leben und Überleben – Wege nach Ravensbrück wiedergegeben und ausgewertet wurden. Dabei wurde auch das Schicksal von Othmar Wundsam im Zusammenhang mit der Biografie seiner Schwester und dem „Fall Zettler“ mit behandelt. Das zweibändige Werk erschien 2001 in dem Wiener Promedia Verlag in dessen Edition Spuren (siehe Literatur).
Halbmayr veröffentlichte im Jahrbuch 2009 des Dokumentationsarchivs des österreichischen Widerstandes ihren Fachbeitrag „Das war eine Selbstverständlichkeit, dass wir da geholfen haben.“ Die Fallschirmagenten Albert Huttary und Josef Zettler und ihre UnterstützerInnen – ein Fallbeispiel. Darin stellte Halbmayr als „exemplarisches und zugleich einzigartiges“ Beispiel für Widerstand und KZ-Haft von Österreichern während der NS-Zeit neben dem „Fall Huttary“ den „Fall Zettler“ mit dessen Unterstützerinnen Hilde und Anna Wundsam sowie Pauline und Gisela Hochmeister dar. Dabei behandelte sie auch das Schicksal von Othmar Wundsam, mit dem sie zuvor im Rahmen ihrer Forschungsarbeiten mehrere Gespräche geführt hatte (siehe Literatur).
2009 porträtierte die in Österreich lebende Regisseurin Tina Leisch in ihrem Film Dagegen muss ich etwas tun den „Weg der politischen Aktivistin und Widerstandskämpferin Hilde Zimmermann“. Leisch verknüpfte dabei Interviews, die Halbmayr zehn Jahre zuvor mit Othmar Wunsams Schwester geführt hatte und die inzwischen Bestandteil des VideoArchivs Ravensbrück sind, mit den Erinnerungen von Gleichgesinnten und Begleitern, so auch mit Beiträgen von Othmar Wundsam. Der Film der Nestroy-Preisträgerin Leisch wurde unter anderem 2009 bei einer Matinee im Wiener Filmhaus am Spittelberg gezeigt und hatte im April 2010 Kinopremiere in Österreich. Dabei nahm Wundsam jeweils als Zeitzeuge teil, wie auch an weiteren Filmvorführungen und begleitenden Podiumsgesprächen.
Othmar Wundsam lebte bis zu seinem Tod in Wien-Donaustadt. Er starb am 27. Dezember 2014 im Alter von 92 Jahren. Er wurde am Friedhof der Feuerhalle Simmering bestattet.

## Das weitere Schicksal der Frauen und von Josef Zettler
→ Siehe auch Hauptartikel: Hilde Wundsam (später nach Heirat: Hilde Zimmermann)
Othmar Wundsams Mutter und Schwester sowie Mutter und Tochter Hochmeister, in deren Wohnungen der Fallschirmagent Zettler Unterschlupf gefunden hatte, kamen wegen „Feindbegünstigung“ nach mehrmonatiger Gestapo-Haft in das KZ Ravensbrück. Als sich die Rote Armee im April 1945 dem Lager näherte, wurden sie zusammen mit anderen Häftlingen auf einen Todesmarsch getrieben, sie konnten jedoch alle vier flüchten und in das inzwischen befreite Lager zurückgelangen. Wegen einer Typhus-Erkrankung der Mutter, Anna Wundsam, verzögerte sich die Rückkehr nach Wien, wo alle vier Frauen schließlich im Juli 1945 eintrafen. Othmar Wundsams Schwester, nach Heirat in den 1950er-Jahren Hilde Zimmermann, engagierte sich zeitlebens in der von ihr mitgegründeten Österreichischen Lagergemeinschaft Ravensbrück (ÖLGR) sowie als politische Aktivistin und Zeitzeugin. Beruflich war sie unter anderem als Brillendesignerin tätig und betätigte sich nebenher auch künstlerisch. Sie starb 2002 im Alter von 81 Jahren in Wien.

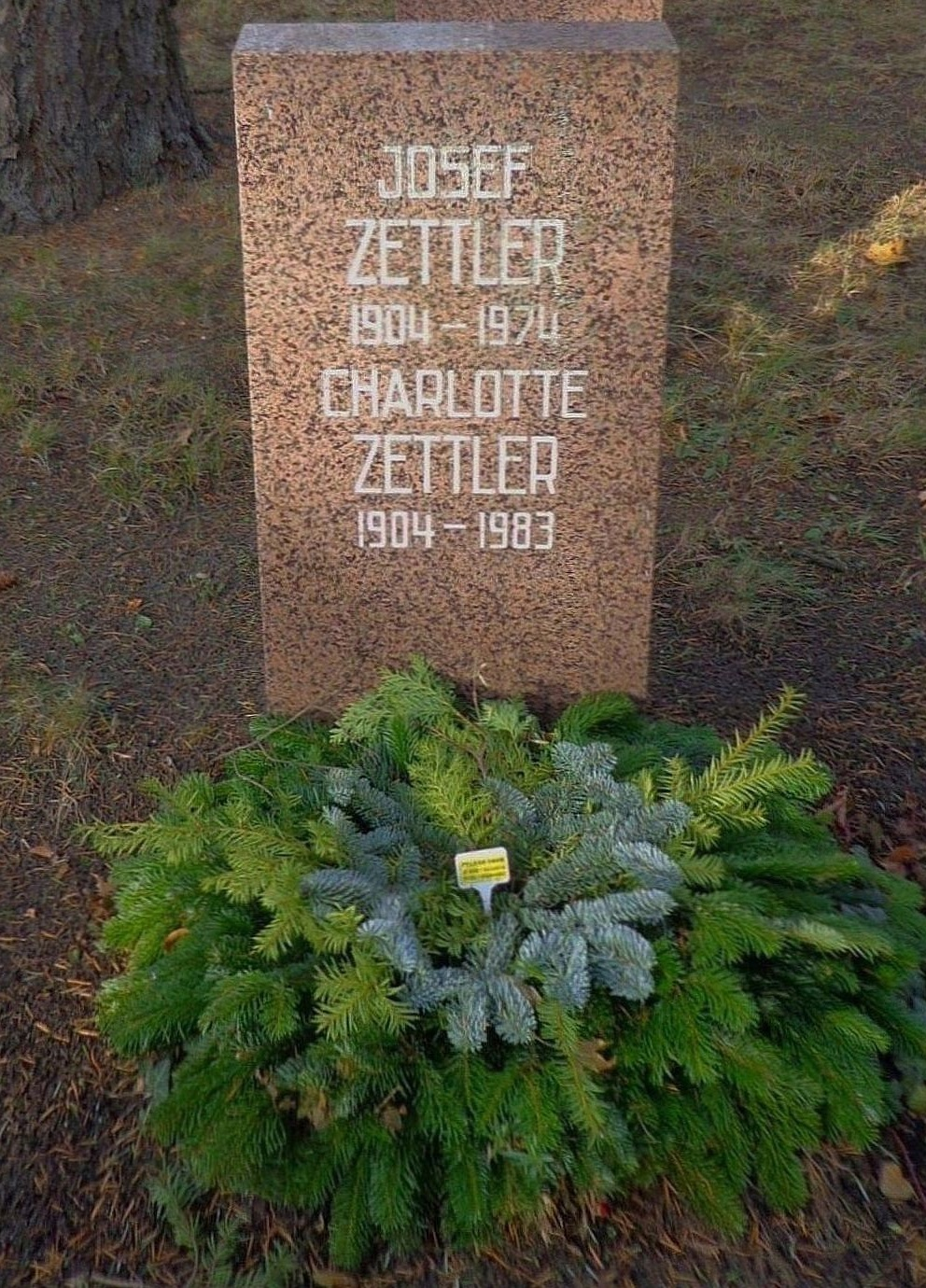
Ehrengrab Josef Zettlers in Berlin

Der aus Bayern stammende NKWD-Agent Josef Zettler (1904–1974) wurde nach seiner Verhaftung von der Wiener Gestapo verhört, wobei er schwer misshandelt wurde. Später kam Zettler in das Gestapogefängnis Kleine Festung in Theresienstadt, wo er im April 1945 von der Roten Armee befreit wurde. Zettler kehrte in die Sowjetunion nach Tomsk zu seiner Familie zurück, übersiedelte mit ihr 1947 nach Ost-Berlin und machte in der DDR politische Karriere im höheren Polizei- und Ministeriumsdienst. Mit zahlreichen hohen Orden der DDR und UdSSR ausgezeichnet (1964 Banner der Arbeit, 1969 Vaterländischer Verdienstorden, 1970 Orden des Vaterländischen Krieges I. Klasse, 1974 Karl-Marx-Orden), starb Zettler 1974, knapp 70-jährig, in Saalow. Seine Urne wurde auf Veranlassung des  Politbüros der SED  in der Ehrengräberanlage Pergolenweg des Berliner Zentralfriedhofs Friedrichsfelde beigesetzt.
Seine früheren Quartiergeber wussten nichts von seinem späteren Leben. Es bestand kein Kontakt zwischen Zettler und seinen früheren Unterstützern in Wien und Umgebung. Othmar Wundsam, wie wohl auch seine Schwester Hilde, ging vielmehr davon aus, dass Zettler in der Sowjetunion zur Rechenschaft gezogen worden sei; und auch Pauline Lebel (geb. Hochmeister) war bis zum Bekanntwerden von Halbmayrs Forschungsergebnissen davon überzeugt, dass Zettler in der Sowjetunion verhört, in ein Lager gekommen und dort erschossen worden sei.

## Medien

### Dokumentarfilme
- Dagegen muss ich etwas tun. Portrait der Widerstandskämpferin Hilde Zimmermann. Dokumentarfilm von Tina Leisch, Österreich 2010, Länge: 90 Minuten, Verleih/Vertrieb: Sixpackfilm.[4] (Enthält Beiträge aus mit Othmar Wundsam geführten Interviews; Filmtrailer als Online-Videostream frei verfügbar auf: www.erinnern.at → Filmempfehlungen: Dagegen muss ich etwas tun).